# Wiel Coerver
Wiel Coerver (Kerkrade, Nizozemska, 3. prosinca 1924. – Kerkrade, 22. travnja 2011.) bivši je nizozemski nogometni trener. U svojoj 30-godišnoj karijeri vodio je mnoštvo nizozemskih klubova. Razvio je metodu za treniranje nogometa koja se zove po njemu, Coerverova metoda.

## Uspjesi
- 1973./1974.: kup UEFA
- 2008.: nagrada Rinus Michels[1]